# Whittier (Alaska)
Whittier és una població dels Estats Units a l'estat d'Alaska. Segons el cens del 2000 tenia 182 habitants. El poble és conegut pel fet que tots els seus habitants viuen en un mateix edifici, el Begich Towers. A més, tots els serveis del municipi són a l'edifici esmentat (comissaria, oficina de correus, supermercat, església, etc.) amb excepció de l'escola, que és en un altre edifici al qual s'hi pot accedir a través d'un túnel per tal d'evitar les baixes temperatures.

## Demografia
Segons el cens del 2000, Whittier tenia 182 habitants, 86 habitatges, i 46 famílies La densitat de població era de 5,6 habitants/km².
Dels 86 habitatges en un 29,1% hi vivien nens de menys de 18 anys, en un 41,9% hi vivien parelles casades, en un 4,7% dones solteres, i en un 46,5% no eren unitats familiars. En el 39,5% dels habitatges hi vivien persones soles el 7% de les quals corresponia a persones de 65 anys o més que vivien soles. El nombre mitjà de persones vivint en cada habitatge era de 2,12 i el nombre mitjà de persones que vivien en cada família era de 2,8.
Per edats la població es repartia de la següent manera: un 22% tenia menys de 18 anys, un 2,7% entre 18 i 24, un 36,8% entre 25 i 44, un 31,9% de 45 a 60 i un 6,6% 65 anys o més.
L'edat mediana era de 39 anys. Per cada 100 dones de 18 o més anys hi havia 111,6 homes.
La renda mediana per habitatge era de 47.500 $ i la renda mediana per família de 51.875 $. Els homes tenien una renda mediana de 53.500 $ mentre que les dones 26.875 $. La renda per capita de la població era de 25.700 $. Aproximadament el 4,1% de les famílies i el 7,1% de la població estaven per davall del llindar de pobresa.

## Poblacions més properes
El següent diagrama mostra les poblacions més properes.